# Luis Miró
Luis Miró Doñate (Barcelona, 3 de marzo de 1913 — ib., 15 de septiembre de 1991) fue un futbolista y entrenador español que jugaba en la demarcación de portero.

## Biografía
Luis Miró debutó como jugador de fútbol en 1930 con el Unió Esportiva de Sants. Posteriormente fue traspasado al Cartagena F. C. y tras dos años fue fichado por el Real Murcia C. F. Cuando acabó el contrato con el equipo murciano fue fichado en 1939 a los veintiséis años con el F. C. Barcelona, retirándose cuatro temporadas después en el club catalán. Además con el club ganó una Copa del Rey en la temporada 1941/42 y llegó a disputar noventa y nuevepartidos.
Tras unos años de retirarse del fútbol, en 1949 dedicó su vida deportiva a ser entrenador de fútbol, debutando con el Terrassa F. C. También entrenó al  C. E. Sabadell F. C., Real Valladolid C. F., Valencia C. F., R. C. Celta de Vigo, Sevilla F. C., F. C. Barcelona, Olympique de Marsella, A. S. Roma y C. D. Málaga. Mientras entrenaba al Real Valladolid fue elegido como seleccionador de la selección de fútbol de España, disputando tan sólo un partido, contra la selección de fútbol de Suiza en Berna con un resultado farovable al conjunto español por 0-3.
Falleció el 15 de septiembre de 1991 en Barcelona a los 78 años de edad.

## Clubes

### Como jugador
| Club              | País   | Año       | Partidos | Goles |
| ----------------- | ------ | --------- | -------- | ----- |
| U. E. de Sants    | España | 1930-1933 |          |       |
| Cartagena F. C.   | España | 1933-1935 |          |       |
| Real Murcia C. F. | España | 1935-1936 | 1        | 0     |
| F. C. Barcelona   | España | 1939-1943 | 49       | 0     |

### Como entrenador
| Club                  | País    | Año       |
| --------------------- | ------- | --------- |
| Terrassa F. C.        | España  | 1949-1952 |
| C. E. Sabadell F. C.  | España  | 1952-1953 |
| Real Valladolid C. F. | España  | 1953-1956 |
| Valencia C. F.        | España  | 1956-1958 |
| Celta de Vigo         | España  | 1959      |
| Sevilla F. C.         | España  | 1959-1961 |
| F. C. Barcelona       | España  | 1961      |
| Olympique de Marsella | Francia | 1962-1963 |
| A. S. Roma            | Italia  | 1964-1965 |
| C. D. Málaga          | España  | 1965-1966 |

## Palmarés
- Tercera División - 1933/34 - Cartagena F. C.
- Segunda División - 1935/36 - Real Murcia C. F.
- Copa del Rey - 1941/42 - F. C. Barcelona
- Copa Italia - 1963/64 - A. S. Roma